# Nelson Frazier, Jr.
 (novembre 2009).
Si vous disposez d'ouvrages ou d'articles de référence ou si vous connaissez des sites web de qualité traitant du thème abordé ici, merci de compléter l'article en donnant les références utiles à sa vérifiabilité et en les liant à la section « Notes et références ».
Nelson Frazier, Jr. (né le 14 février 1971 à Goldsboro et mort le 18 février 2014 à Memphis) est un catcheur professionnel américain, connu sous les noms de Mabel, Viscera ou encore Big Daddy V. 
Il commence sa carrière de catcheur dans les Carolines puis au Tennessee à l'United States Wrestling Association sous le nom de Nelson Knight. Il y fait alors équipe avec Bobby Knight (Bobby Horne de son vrai nom). Ils rejoignent tous les deux la World Wrestling Federation en 1993 où ils changent de noms de ring pour ceux de Mabel et Mo. Ils forment alors l'équipe Men on a Mission (en) et ils remportent une fois le championnat du monde par équipes de la WWF. De plus, Mabel est vainqueur du tournoi King of the Ring de l'année 1995.

## Jeunesse
Nelson Frazier, Jr. est un fan de catch depuis  l'enfance. Il fait partie de l'équipe de lutte de son lycée. Après le lycée, il étudie le commerce de l'art dans une université.

## Carrière

### Débuts (1991-1993)
Nelson Frazier, Jr. apprend le catch au sein de l'école de Gene Anderson (en). Il y rencontre Bobby Horne qui est lui aussi un des apprentis catcheur de l'école d'Anderson. Anderson meurt avant que Frazier ne termine son entraînement.
Après la mort de Gene Anderson, Frazier et Bobby Horne décident de faire leur débuts en équipe. Ils rejoignent d'abord des petites fédérations des Carolines sous divers noms de ring. Ils attirent l'attention de Gary Sabaugh et George South, les promoteurs de la Pro Wrestling Federation. Ils prennent alors le nom d'Harlem Knights et remportent une fois le championnat par équipes de cette fédération,. Ils vont aussi dans le Tennessee à l'United States Wrestling Association où ils  rencontrent Jerry Lawler. Durant toute cette période ils sont majoritairement des heels.

### World Wrestling Federation (1993-1996)
En 1993, Jerry Lawler recommande les Harlem Knights à Vince McMahon pour qu'ils rejoignent la World Wrestling Federation (WWF). Ils prennent le nom de Men on a Mission (en), Frazier prend le nom de Mabel tandis que Bobby Horne devient Mo. McMahon ajoute à ce duo un manager, Oscar (Greg Garard de son vrai nom) qui l'a impressionné en improvisant un rap durant le tournage de spots publicitaire pour WrestleMania IX,. C'est aussi durant cette période qu'il continue son apprentissage grâce à Bam Bam Bigelow et Mike Rotunda. Ils font leur premiers combats à la WWF en juillet et apparaissent pour la première fois à Monday Night RAW le 19 de ce mois où ils battent rapidement deux jobbers. Le 4 octobre durant Monday Night Raw, il participe à une bataille royale pour désigner les deux participants à un match pour le championnat intercontinental alors vacant. Il se fait éliminer par Diesel et IRS.

### Retour à la World Wrestling Entertainment (2004-2008)
Frazier effectue son retour à la WWE en 2004. Après sa défaite face à l'Undertaker lors de SmackDown, la WWE le transfère à Raw.
Le 1er novembre 2004, Viscera effectue son retour à RAW comme le « Problem Solver » d'un soir de Christian, alors que Tyson Tomko est indisponible. Viscera attaquera Shelton Benjamin au profit de Christian.
Viscera reste ensuite un régulier de Heat et ne fait que quelques apparitions à RAW. Cependant le 24 janvier 2005, il fait une apparition spécial à RAW dans un combat de qualification du Royal Rumble et il bat Tajiri. Viscera participe donc au Rumble en étant le 23e entrant, mais est éliminé par John Cena.
Par la suite, Viscera disparaît de notre petit écran pour des raisons inconnues et ce, jusqu'au 20 mars 2005, alors qu'il revient à Heat et bat Simon Dean et qu'il devient rapidement le régulier le plus dominant de Heat.
En avril 2005, Viscera se retrouve à rivaliser avec Kane dans sa quête du cœur de Trish Stratus. À Backlash 2005, il est battu par Kane qui a la rivale de Trish dans son coin, Lita. Après le combat, comprenant que Trish ne fait que profiter de lui, il lui porte son splash, comme résultat qu'il devient face pour la première fois depuis ses débuts à la WWE.
À la suite de son histoire avec Trish, il a le béguin pour Lilian Garcia, l'annonceur maison, il tente à maintes reprises de la séduire, tellement qu'il finit par gagner son affection, ce qui lui donnera le surnom « the 500 pound love machine » de la part de Jim Ross et Jerry « The King » Lawler. Mais lorsqu'à Vengeance 2005, Lilian fait la grande demande à Big Vis, le Godfather fait une apparition surprise et demande à Vis s'il veut embarquer dans le "ho train" et il quitte avec ce dernier, laissant une Lilian Garcia défaite sur le ring.
Après cette histoire, il est brièvement en rivalité avec Tyson Tomko et les Heart Throbs, il fait aussi équipe avec l'autre « Ladies Man », Val Venis et l'équipe se fait appeler V-Squared. Ils luttent principalement à Heat ou ils auront facilement le dessus sur les autres équipes. Quelques semaines plus tard, ils vaincront les champions par équipe Lance Cade et Trevor Murdoch à quelques occasions mais sans remporter le titre. À WWE Raw, ils auront une autre chance pour le titre dans un Fatal Four Way Tag Team Match avec les Heart Throbs, Gene Snitsky & Tyson Tomko, mais seulement pour se faire squasher par les nouveaux champions Kane & Big Show.
Frazier se fait blesser le 31 octobre 2005 à RAW, alors qu'il fait son entrée dans le ring, pour compenser, il se fait squasher par Triple H dans leur combat. Il continue de travailler malgré sa blessure allant même jusqu'à participer à un des combats de qualification pour l'Elimination Chamber, qu'il perdra le 12 décembre 2005 à RAW.
En janvier 2006, Val Venis et Viscera ont chacun une rivalite de la Momma de Shelton Benjamin. Il perdra un combat contre Shelton à la suite de l'interférence de la sacoche de Momma.
Quelques jours avant le Royal Rumble 2006, il gagne son billet d'entrer en remportant un mini-bataille royale de quatre lutteurs face à Tyson Tomko, Lance Cade et Gregory Helms à Heat. Viscera, se retrouve le 27e entrant, il éliminera Matt Hardy avant d'être éliminé dix minutes plus tard par Chris Masters et Carlito après un RKO de Randy Orton.
Puis en février, un petit retour en équipe avec V-Squared, ils remportent un combat qui les qualifie d'aspirant #1 à Heat. Mais ils ne réussiront pas à mettre la main sur les titres en perdant encore une fois face aux champions (Kane & Big Show) le 27 février 2006, à WWE Raw.
À la fin mars, le duo fait équipe avec Eugene dans un trois contre trois face au Spirit Squad. Ils sont battus quand les autres membres du Spirit Squad interviennent. Val Venis se fait blesser et on le voit même lors de WWE Unlimited se faire escorter hors du ring par les soigneurs. Avec la blessure de Venis, Viscera revient en solo, faisant surtout des apparitions à Heat et à RAW lors des segments de WWE Unlimited. Viscera reviendra à RAW pour reconquérir sa belle (Lilian Garcia) alors qu'il est en rivalité avec Umaga et son gérant Armando Alejandro Estrada.
Puis un incident entre Lilian et Charlie Haas, lui fera défendre Lilian dans une rivalité avec Hass en juin 2006. Le 26 juin, lors de RAW, Lance Cade et Trevor Murdoch battent l'équipe de Val Venis et Viscera grâce à une distraction de Charlie Haas qui a embrassé Lilian ce qui a frustré Viscera. Il a continué sa rivalité avec lui jusqu'au 10 juillet lorsqu'il a fait un heel turn en s'alliant avec Charlie Haas et en faisant un big splash à Lilian.
Il forme alors une équipe avec Haas mais le duo se sépare en décembre 2006 lorsque Haas reforme The World's Greatest Tag Team avec Shelton Benjamin. Lors du draft du 17 juin 2007, il est drafté à la ECW. Lors du 10 juillet, il change de nom et se fait appeler Big Daddy V. À No Mercy 2007, il fait face à CM Punk pour le ECW championship match qu'il perd, puisque Matt Striker intervient en faveur de Big Daddy V, ce qui cause la disqualification de ce dernier. À Cyber Sunday, il était l'un des 3 choix du public pour le titre de CM Punk, mais c'est The Miz qui fut choisi. Lors du PPV Armageddon il bat CM Punk et Kane avec Mark Henry.
Au Royal Rumble 2008, il participa au Rumble Match. Il entre 24e mais est éliminé par Triple H. À No Way Out 2008, il participe à l'Elimination Chamber de SmackDown!, remportée par The Undertaker.
Il a eu une rivalité avec Undertaker à l'aide de Mark Henry et Matt Striker.
Il a participé à beaucoup de Royal Rumble match et se fit à chaque fois éliminer par tous les catcheurs présents sur le ring. Malgré son poids, il reste l'un des meilleurs catcheurs Lourds de l'histoire.[réf. nécessaire]
En mars 2008, Big Daddy V est en repos forcé pour des problèmes de santé. Il est contraint de perdre du poids avant de pouvoir retourner sur le ring[réf. nécessaire].
Le 25 juin 2008, Big Daddy V est recruté à Smackdown.
En 2009, la WWE a confirmé dans un rapport la mise à pied des lutteurs Big Daddy V, Shannon Moore, Domino, Nunzio, James Curtis ainsi que l'arbitre Nick Patrick.

#### All Japan Pro Wrestling (2009-2011)
De 2009 à 2011, il se bat à la All Japan Pro Wrestling sous le nom de Big Daddy Voodoo.

#### Circuit indépendant (2011-2013)
De 2011 à 2013, il retourne sur le circuit indépendant.
Lors de Back 2 Brooklyn, il perd contre Malta The Damager dans un Street Fight Match.

## Décès
Il meurt le 18 février 2014 d'une crise cardiaque, 4 jours après ses 43 ans.

## Faits divers
Nelson Frazier, Jr. fut le premier Afro-américain à être Champion Hardcore et également le King Of The Ring en 1995.
Son poids le plus élevé à la WWE fut inscrit à 568 lbs.
Sa catchphrase est « I Gots To Have It ».
Il est reconnu par les fans de lutte par son survêtement noir, sa coupe de cheveux mohawk, et ses expressions faciales démoniaques. À l'été 2005, il change sa façon de s'habiller alors qu'il porte ce que les commentateurs appellent un « pyjama » et l'appelle alors « The World's Largest Love Machine ».
Il apparaît dans le film Banlieue interdite aux côtés de Batista et Rob Van Dam, où il se bat justement contre ce dernier.

## Palmarès
- All Japan Pro Wrestling (AJPW)
  - 1 fois champion par équipes All Asia de l'AJPW avec TARU (en)[12]
- Great Championship Wrestling (GCW)
  - 1 fois champion poids lourd de la GCW[13]
- Memphis Wrestling
  - 1 fois champion poids lourd du Sud de la Memphis Wrestling[14]

- Music City Wrestling (MCW)
  - 1 fois champion poids lourd d'Amérique du Nord de la MCW[15]

- Pro Wrestling Federation (PWF)
  - 2 fois champion par équipes de la PWF avec Bobby Knight[16]

- United States Wrestling Association (USWA)
  - 1 fois champion poids lourd de l'USWA[17]

- World Wrestling Council (WWC)
  - 1 fois champion universel poids lourd du WWC[18]

- World Wrestling Federation (WWF)
  - 1 fois champion Hardcore de la WWF[19]
  - 1 fois champion par équipes de la WWF avec Mo[20]
  - Tournoi King of the Ring en 1995

## Récompenses des magazines
- Pro Wrestling Illustrated

| Année | 1993 | 1994 | 1995 | 1996 | 1997 | 1998 | 1999 | 2000 | 2001 à 2004 | 2005 | 2006 | 2007 | 2008 | 2009 | 2010       | 2011 |
| ----- | ---- | ---- | ---- | ---- | ---- | ---- | ---- | ---- | ----------- | ---- | ---- | ---- | ---- | ---- | ---------- | ---- |
| Rang  | 290  | 88   | 49   | 53   | 300  | 336  | 186  | 251  | Non classé  | 129  | 158  | 255  | 154  | 323  | Non classé | 159  |

- Wrestling Observer Newsletter
  - Pire match de l'année 1993 (Butch Doink, Luke Doink, Mabel Doink et Mo Doink vs. Bam Bam Bigelow, Fatu, Bastion Booger et Samu (en) le 24 novembre durant les Survivor Series[22]
  - Pire équipe de l'année 1999 avec Mideon[23]
  - Pire rivalité de l'année 2007 (Kane contre Big Daddy V)[24]